# كالمان إيهاز
كالمان إيهاز (بالمجرية: Kálmán Ihász)‏ (بالمجرية: Kálmán Ihász)، من مواليد 6 مارس 1941 ، لاعب كرة قدم مجري سابق. لعب مع منتخب هنغاريا لكرة القدم.

## مسيرته الكروية
لعب كالمان إيهاز خلال مسيرته الاحترافية مع نادِ واحدٍ في سبعة عشر موسمًا وسجل خلالها 16 هدفًا ضمن 357 مباراة. حيث فاز في موسم واحد بالكأس وفي أربعة مواسم بالدوري.
خاض كالمان إيهاز مسيرته مع نادي فاساس في موسم 1958–59 ليلعب معه سبعة عشر موسمًا، مشاركًا في 357 مباراة سجل خلالها 16 هدفًا.

## روابط خارجية
- كالمان إيهاز على موقع الاتحاد الدولي (مؤرشف)  (الإنجليزية)
- كالمان إيهاز على موقع قاعدة بيانات كرة القدم.إي يو (الإنجليزية)
- كالمان إيهاز على موقع ناشيونال فوتبول تيمز (الإنجليزية)
- كالمان إيهاز على موقع Soccerway.com (الإنجليزية)
- كالمان إيهاز على موقع عالم كرة القدم.نت (الإنجليزية)
- كالمان إيهاز على موقع اللجنة الأولمبية الدولية (الإنجليزية)
- كالمان إيهاز على موقع أوليمبيديا (الإنجليزية)
- كالمان إيهاز على موقع اللجنة الأولمبية المجرية (الهنغارية)